# ساخت کوه راشمور

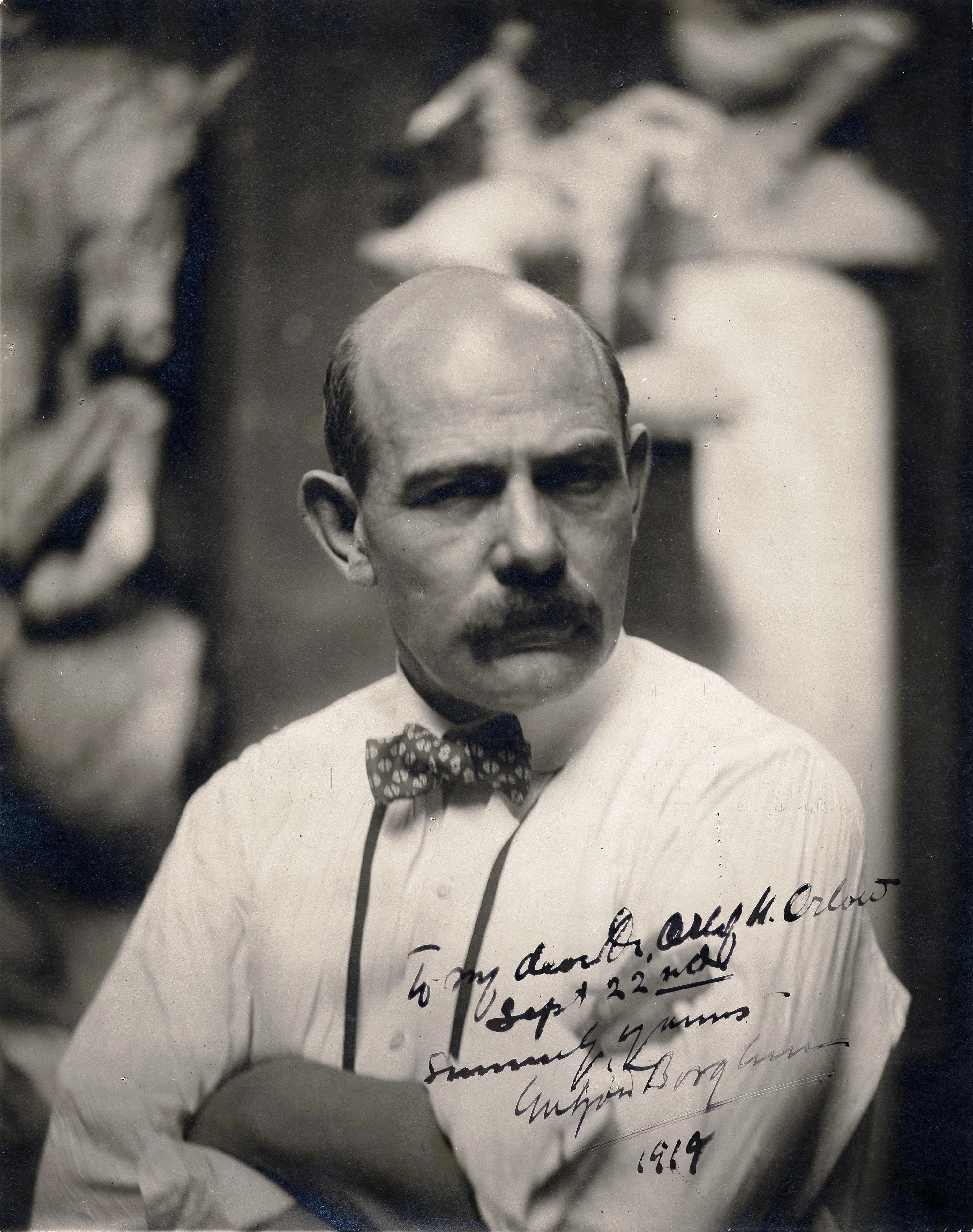
گوتزن بورگلوم، پیکرتراش یادبود کوه راشمور

ساخت یادبود ملی کوه راشمور سال ۱۹۲۷ میلادی آغاز شد و ۱۴ سال به طول انجامید. این پروژه در سال ۱۹۴۱ میلادی پایان یافت.

## طراحی یادبود
دون رابینسون عضو انجمن تاریخی داکوتای جنوبی، برای کمک به اقتصاد ایالت از راه جذب گردشگر، تصمیم گرفت یک یادبود در داکوتای جنوبی ساخته شود. در سال ۱۹۲۳ او پیشنهاد داد که این یادبود در تپه‌های سیاه داکوتای جنوبی و از صخره‌های گرانیتی ساخته شود؛ سناتور پیتر نوربک هم طرح رابینسون را تأیید کرد و صندوق فدرال از پروژه حمایت مالی کرد. رابینسون از گوتزن بورگلوم، معمار و پیکرتراش آمریکایی خواست که یادبود را طراحی کند و بسازد. بورگلوم کوه راشمور را برای ساخت یادبود انتخاب کرد زیرا کار کردن روی صخره‌های آن ساده‌تر به نظر می‌رسید.
پس از آنکه بورگلوم محل ساخت یادبود را مشخص کرد، تصمیم گرفت که طرح آن متشکل از چهار رئیس‌جمهور ایالات متحده باشد. او دو تن از مشهورترین رئیس‌جمهوران تاریخ آمریکا، جورج واشینگتن و آبراهام لینکلن را انتخاب کرد. او همچنین توماس جفرسون را به خاطر آنکه با خرید لوئیزیانا در سال ۱۸۰۳ مساحت ایالات متحده را تقریباً دو برابر کرده بود نیز انتخاب کرد (که شامل سرزمینی می‌شد که بعدها داکوتای جنوبی نام گرفت). آخرین رئیس‌جمهوری که بورگلوم انتخاب کرد تئودور روزولت بود که توسط پرزیدنت کالوین کولیج پیشنهاد شد و دلیل آن نیز معرفی سازمان پارک‌های ملی برای اولین بار توسط تئودور روزولت بود.
طرح اولیهٔ بورگلوم تندیس چهار رئیس‌جمهور ایالات متحده تا کمرشان بود منتها کمبود زمان و بودجه موجب شد تنها سرهایشان ساخته شود. ایوان هوسر، پدر جان شریل هوسر، در سال‌های ابتدایی پروژه دستیار بورگلوم بود. او تنها اندکی پس از آغاز شروع ساخت یادبود به پروژه پیوست و سرجمع مدت هفت سال همراه او بود. وقتی هوسر، گوتزن را ترک کرد تا استعداد و توانش را بر روی کار خودش بگذارد، پسر گوتزن که لینکلن نام داشت دستیار پدرش شد.